# Stagira (Aristotelis)
Stagira (griechisch Στάγειρα (n. pl.)) ist ein Dorf im Gemeindebezirk Stagira-Akanthos der Gemeinde Aristotelis in der griechischen Region Zentralmakedonien. Der Name des Dorfes bezieht sich auf die etwa 8 km nordöstlich gelegene antike Stadt Stagira, den Heimatort von Aristoteles.

## Geographie
Stagira liegt 73 km entfernt von Thessaloniki und bildet den Zugang zum Gemeindebezirk Stagira-Akanthos. Das Dorf liegt in den Ausläufern des Berges Stratonikos (Στρατονικός/Strebenikos - Στρεμπενίκος/ Argirolofos?) auf etwa 500 m über dem Meer, im nordöstlichsten Gebiet der Halbinsel Chalkidiki. Die Ethniki Odos 16 (Hauptstraße) zwischen Thessaloniki und Ierissos verläuft durch den Ort, von Neochori (Νεοχώρι) aus Westen kommend und führt weiter durch Stratoniki (Στρατονίκη) nach Stratoni (Στρατώνι) an der Bucht von Ierissos. Stagira und Statoniki sind beinahe zu einem Ort zusammengewachsen.

## Geschichte
Der Ort hieß früher Kazantzi Machalas (Καζαντζή Μαχαλάς) und gehörte zum Gebiet der Mantemochorion (Μαντεμοχωρίων). Er erwarb sich in byzantinischer Zeit einen gewissen Wohlstand durch den Abbau von Erzen und wurde auch als Siderokafsia (Hochofen) bezeichnet. Auch in osmanischer Zeit wurde der Erzabbau fortgesetzt. im 18. Jahrhundert gehörten die Minen den Klöstern des Athos.
Aus Stagira stammt auch der Lehrer des Volkes (Διδάσκαλος του Γένους) Athanasios Stagiritis (Αθανάσιος Σταγειρίτης; 1780–1840), ein erbitterter Gegner von Adamantios Korais (Αδαμάντιος Κοραής), sowie Dimitrios Satagiritis (Δημήτριος Σαταγειρίτης), Heerführer in der Griechischen Revolution 1821 und Beauftragter von Makedonien in der 3. Nationalversammlung von Epirauros und 4. Nationalversammlung von Argos (Γ' Εθνοσυνέλευση Επιδαύρου/Δ' Εθνοσυνέλευση Άργους), als Kommandeur der Einheit Frouras Mendenitsis kai Zitouniou (Φρουράς Μενδενίτσης και Ζητουνίου).
Der Freiheitskämpfer Eleftherios Michail (Ελευθέριος Μιχαήλ) kam aus dem benachbarten, heute verlassenen Dorf Chorouda (Χωρούδα).

## Sehenswürdigkeiten
Der historische Ort stellt heute in einem kleinen Park die Statue von Aristoteles zur Schau. Neben verschiedenen Erzöfen sind Türme (aus dem 16. Jh.), öffentliche Bäder und der Turm des Madem Aga (Μαδέμ Αγά) aus osmanischer Zeit zu besichtigen. Die Kirche Genesio tis Theotokou (Γενέσιο της Θεοτόκου, „Geburt der Gottesgebärerin“) stammt aus dem Jahr 1814, kurz vor der Revolution. Sie feiert das Weihfest am 8. September.

## Infrastruktur
Es gibt eine staatliche Schule und einen Geschichtsverein „Archea Stagira“ (Αρχαία Στάγειρα), sowie einen Fußball-Club.

## Verwaltungsgliederung
Mit der Ausgliederung aus der Landgemeinde Isvoros 1920 wurde die Landgemeinde Kazandzi Machalas (Κοινότητα Καζαντζή Μαχαλά) gegründet. Gleichzeitig wurde der Ort Olymbiada anerkannt und eingegliedert. 1924 erfolgte die Umbenennung von Kazandzi Machalas in Stagira. Das Gebiet der Landgemeinde verkleinerte sich 1928 mit der Abtrennung von Olymbiada. Durch die Gemeindereform 1997 wurde Stagira zusammen mit sechs weiteren Landgemeinden und der Gemeinde Ierissos zur Gemeinde Stagira-Akanthos fusioniert. Diese wiederum ging mit der Verwaltungsreform 2010 in der neugegründeten Gemeinde Aristotelis auf. Seither hat Stagira den Status einer Ortsgemeinschaft.